# المتوحشة (فلم 2018)
المتوحشة (بالإنجليزية: Wildling) هو فيلم رعب خيالي أمريكي لعام 2018 من إخراج فريتز بوم وبطولة بيل بولي وبراد دوريف وكولن كيلي-سوردليت وجيمس ليجروس وليف تايلر. شارك في كتابة السيناريو سيناريو بوم وفلوريان إدر. تدور أحداث الفيلم حول (آنا) ، وهي مراهقة تقضي طفولتها بالكامل تحت رعاية رجل غامض، لا تعرف عنه سوى لقب (دادي) الذي تناديه به. يحتجزها الرجل في العلوية طيلة هذه المدة؛ مما جعلها تختبر مخاوف البرية بينما يجول وحش بري في الخارج يتغذى على الأطفال ويلتهمهم ، تبلغ آنا السادسة عشرة من عمرها، وتحررها عمدة بلدتها الصغيرة (إلين كوبر) من أسرها، ثم تشرع في مساعدتها على بدء حياتها الجديدة. تم عرض الفيلم لأول مرة في مهرجان ساوث باي ساوث واست في 10 مارس 2018 وتلقى الفيلم تقييمات إيجابية. ومن ثم تم إصداره في الولايات المتحدة وعرض الفيلم في صالات عرض محددة وعلى أنظمة فيديو حسب الطلب في 13 أبريل 2018 بواسطة شركة آي إف سي فيلمز التي تحمل العلامة التجارية IFC Midnight.

## قصة الفيلم
تقضي آنا (أفيفا وينيك) طفولتها في رعاية رجل تعتقد أنه والدها تناديه (دادي). والذي احتفظ بها في غرفة تقع في علية المنزل ، وكان دائماً ما يحذرها من وحش يجوب الغابة ويأكل الأطفال الصغار يدعى (Wildling). عندما تصل آنا (بيل بولي) إلى سن البلوغ ، يبدأ والدها المزعوم في إعطاء هرمون ليوبرورلين لقمع إنتاج هرمون الاستروجين تحت ستار علاج «مرضها» حتى يوقف بلوغها. في الوقت الذي تبلغ فيه (آنا) سن الـ16 عامًا ، بدأت تعاني من آثار جانبية قاتلة بسبب عقار اللوبرولين. حاول والدها ان يخلصها من الألم بواسطة القتل الرحيم بناءاً على طلبها ، ولكنه بدلاً من ذلك يوجه السلاح على نفسه ويحاول الانتحار مطلقاً النار على فمه لأنه غير قادر على قتلها.
تستيقظ آنا في المستشفى بعد أن عثرت عليها الشريف إلين كوبر (ليف تايلر). والتي تساعدها على بدء حياتها الجديدة كمراهقة عادية ، حيث تأخذها إلى منزلها وتصبح آنا صديقة شقيقها الأصغر (راي)، وترسلها لأكمال دراستها في نفس المدرسة التي يدرس بها شقيقها. وبمرور الوقت يبدأ جسم آنا بالتطور بسبب تركها عقار الليوبرورلين الذي كان يحقنها به والدها. وتقوم بالخروج من المنزل لتطارد الغزلان في الغابة ، وفي إحدى المرات ينقذها من الوقوع في فخ من قبل رجل أعمى يرتدي جلد الذئب.
تكشف إيلين لآنا أن المستشفى أجرى اختبار الحمض النووي وأن (دادي) الذي كانت معه ليس والدها البيولوجي. والذي لا يزال في غيبوبة في المستشفى وقد شُوه وجهه قليلاً بسبب جرح الرصاصة.
في مكتبة المدرسة ، تعثر آنا على صور للشفق قطبي وتشعر بقوة كبيرة وتدرك أن حواسها حادة بشكل كبير ، مما يسمح لها بسماع فتيات أخريات يسخرن منها لأنها كانت حافية ، وتنقذ راي من شجار مع اولاد آخرين. تضع إيلين فستان أصفر جميل في غرفة آنا. التي ترتدي الفستان وتذهب مع راي إلى حفلة صديق له ، حيث يشتركون في لحظة رومانسية قصيرة وعندما يبدأون بتقبيل بعض يبدأ فم آنا بالنزف تلقائيًا ، وتسقط بعض أسنانها. فتهرب منه و هو يناديها وتغلق على نفسها باب الحمام ، وتهرب آنا من النافذة. ويتبعها في الطريق شاب متنمر يدعى لورنس فولر ، ويحاول اغتصابها ، وعندما تحاول التخلص منه تظهر عليها علامات التوحش وتقتله عن طريق العض في حلقه وعنقه. تصاب آنا بالذعر فتهرب بملابسها الداخلية وتعثر على منزل طفولتها ، حيث تجد بعض ملابسها وتتساءل عما إذا كانت قد تتحول إلى متوحشة.
في اليوم التالي ، عادت آنا حافية القدمين إلى المدينة ، بعد أن أدركت أن فمها النازف ناجم عن أن أسنانها البشرية التي تسقط وتنمو لها أسنان أكثر حدة ، وتلاحظ أن أظافرها تبدأ بالتحول إلى مخالب. وترفض التحدث إلى إلين ، وتهرب إلى الغابة ، حيث تقابل الرجل الذئب. الذي يخبرها أن سلالتها من المتوحشين قُتِلوا في «التطهير» الأخير قبل ستة عشر عامًا ، ويأخذها إلى كهف تحت الأرض ، وتجد آنا جمجمة والدتها ذات الأسنان الحادة ، وعندما تلمس جمجمة والدتها تشاهد رؤية عن قصة حياتها وتكتشف أن والدتها قُتلت على يد (دادي) الذي كان في فريق صيادي المتوحشين ولكن قلبه يرق على الطفلة المولودة حديثاً فيخفيها عن باقي الصيادين ويأخذها معه إلى منزله. ثم تذهب آنا إلى المستشفى ، حيث يرقد (دادي) الذي يستيقظ حينها من الغيبوبة. تعود آنا بعد ذلك إلى منزل إلين ، وتعانق إلين التي وعدت برعايتها. لكن آنا تنصدم عندما تقوم إيلين بوضع الأصفاد على معصميها وتقبض عليها وتقتادها إلى زنزانة في السجن المحلي بسبب اكتشاف جثة لورنس إلى جانب فستان آنا الأصفر.
في تلك الليلة ، يزورها (دادي) في السجن. ويخبرها بأنه كان خطأ عندما لم يقتلها ويعطيها حقنة تتضمن جرعة مميتة ، ترفض آنا أخذها وتهرب من السجن بسيارة الشرطة مع راي شمالًا إلى الغابة ، حيث تأمل في أن يتمكنوا من العثور على الشفق القطبي. ويمارس الاثنان الجنس في تلك الليلة ، ويؤكد لها راي أنه غير قلق بشأن التغيرات التي تحدث في جسدها. حيث تنمو أظافرها يأطول ويبدأ الشعر بالظهور على ظهرها. في اليوم التالي ، وجدت آنا أن المخالب قد نمت كذلك في قدميها فتطلب من راي المغادرة. ثم يهاجمهم مجموعة من الصيادين بقيادة جبرائيل فيصاب راي بطلق ناري ، يحاول راي أن يجد طريقه إلى السيارة ، لكن آنا تسير في الاتجاه الآخر وتتركه وتختفي.
بعد أشهر يحاصر الصيادون آنا في الغابة. وفي ذلك الوقت تصبح آنا ذات بشرة داكنة وتصبح ملامحها حيوانية أكثر. وتقتل روجر نائب الشريف إيلين ، بعد أن هددها بإطلاق النار عليها. تخفف إلين بندقيتها وتسمح لها بالهروب عندما تعلم أن آنا حامل.
ويبدأ الصيادون مطاردتها في الغابات والأنهر ويضرمون حرائق في الغابات لمحاصرة آنا التي تجبر على حفر كهف تحت الأرض. وفي ذلك الوقت تزيل ملابسها وتصبح ساقيها على أشبه بسيقان الكلاب. يتم إطلاق النار على آنا من قبل (دادي) فتسقط مغشية على الأرض. فيخرج سكين ويحاول إخراج الطفل الذي لم يولد بعد ، ويبدأ بشق بطنها. ويعدها بأنه إذا كان الطفل فتاة فأنه سيسميها آنا. لكنها تستجمع قواها وتنهض لتقتله. وتستعيد وعيها عندما يجدها الرجل الذئب الذي يخيط جرحها بعملية قيصرية.
في صباح اليوم التالي ، كان إيلين وراي جزءاً من المجموعة التي تستكشف الغابة المحروقة. وعلى الرغم من أنهم رأوا آنا على الجانب الآخر من البحيرة ، إلا أنهم سمحوا لها بالهروب إلى البرية.
بعد أسابيع ، سافرت آنا بعيدًا وأخيراً تمكنت من رؤية «الشفق القطبي». في ذلك الوقت تحولت آنا بالكامل إلى وحش مع جلد أسود وفراء أسود. في يديها ، وتحمل طفلها الوليد. وتسمع نداء من متوحش آخر من المسافة البعيدة.

## الممثلون
- بيل بولي في دور آنا وهي مراهقة.
  - أفيفا وينيك في دور آنا وهي صغيرة
  - أرلو ميرتس في دور آنا الطفلة الرضيعة
- براد دوريف بدور (دادي) ، وهو رجل أخذ آنا وهي صغيرة.
- ليف تايلر في دور شريف إلين كوبر ، عمدة شرطة تنقذ آنا من * دادي.
- كولين كيلي-سوردليت في دور راي كوبر ، شقيق إلين.
- جيمس ليغروس في دور وولف مان ، شخص غامض يروي آنا عن أصولها البرية.
- مايك فيست في دور لورانس ، وهو الشاب المتنمر الذي تقتله آنا.
- تروي روبتاش في دور روجر فاولر ، وهو مساعد الشريف إيلين.
- تريفور ديكرسون في دور وايلدلينغ
- ألينا تشو صوت المذيعة
- باتريك م. والش ، وبريان دوناهو ، ودون هيويت في دور الصيادين

## الإنتاج
وايلدلينغ أو المتوحش هو أول فيلم روائي طويل لفريتز بوم ، الذي شارك أيضًا في كتابة السيناريو مع فلوريان إدر. تم إنتاج الفيلم بواسطة Maven Pictures (الولايات المتحدة) في إنتاج مشترك مع Arri Media (الألمانية) ، و Film i Väst و Filmgate Films (السويديتان) ، وبالتعاون مع IM Global و Night Fox Entertainment.
تم التعامل مع المبيعات الدولية بواسطة IM Global ، التي قدمت الفيلم لأول مرة للمشترين في سوق الأفلام الأوروبية (EFM) خلال مهرجان برلين السينمائي الدولي عام 2016. في 18 فبراير 2016 أعلنت سكرين انترناشيونال أن حقوق المملكة المتحدة تم الحصول عليها من قبل شركة وارنر برذرز. في 19 فبراير 2016 ، ذكرت مجلة ددلاين هوليوود إغلاق صفقات التوزيع لأمريكا اللاتينية وجنوب إفريقيا وسويسرا والبرتغال والشرق الأوسط وتركيا وتايلاند وإسرائيل ويوغوسلافيا السابقة وإندونيسيا وماليزيا ودول البلطيق وفيتنام. في 7 فبراير 2018 ، ذكرت مجلة فارايتي حصولها على حقوق إطلاق الفيلم في الولايات المتحدة بواسطة شركة آي إف سي فيلمز.

## مرحلة ما بعد الإنتاج
عمل بوم مع شركة آري ميديا في ميونيخ ، ألمانيا ، حيث تم دمج الفيلم بتنسيق دولبي أتموس. وعمل المونتير بيتر بويل كمستشار إبداعي في عملية التحرير. يتكون الفيلم من 350 مشهد من المؤثرات البصرية ، استفاد منها بوم من خلفيته كمشرف لما بعد الإنتاج وفنان مؤثرات بصرية في بلده الأصلي ألمانيا.

## التقييم
منحت جمعية الفيلم الأمريكي الفيلم تصنيف R «بسبب العنف والصور الدموية واللغة وبعض المحتويات الجنسية وشرب المراهقين.» الصور الدموية والتهديد واللغة. قام المجلس البريطاني لتصنيف الأفلام بتصنيف الفيلم بأنه مناسب لسن 15 عامًا فما فوق بسبب صور المشاهد الدموية القوية ولغة التهديد.

## وصلات خارجية
- مقالات تستعمل روابط فنية بلا صلة مع ويكي بيانات